# Intrigo e amore
Intrigo e amore. Una tragedia borghese (titolo originale: Kabale und Liebe. Ein bürgerliches Trauerspiel) è un'opera drammatica scritta da Friedrich Schiller nel 1783. L'opera rappresenta uno dei più chiari esempi dello Sturm und Drang e risente dell'influsso della rivoluzione del teatro operata da Gotthold Ephraim Lessing.
Nel 1849 l'opera è stata trasposta in musica lirica da Giuseppe Verdi con il titolo di Luisa Miller, su libretto di Salvadore Cammarano.

## Trama
La borghese Luise Miller s'invaghisce del figlio di un nobile presidente, Ferdinand. Il padre del giovane, inorridito all'idea che suo figlio possa sposare una piccola borghese ordina al suo segretario Wurm (che in italiano vuol dire verme) di fare in modo che i due si lascino. Wurm, attraverso intrighi, coinvolge una nobile invaghita di Ferdinand. Luise viene ricattata e preferisce morire avvelenata piuttosto che vivere nella costrizione di rinunciare a un amore autentico e libero da condizionamenti sociali.

## Edizioni italiane
- Friedrich Schiller, Intrigo e amore, traduzione di Aldo Busi, BUR Rizzoli, 1994